# Lista över Sveriges konsultativa statsråd
Konsultativt statsråd har under lång tid varit titeln på de statsråd (ledamöter) i Sveriges regering (vars namn innan 1975 var Statsrådet) som inte var departementschefer.
Enligt 1809 års regeringsform i dess ursprungliga lydelse bestod Konungens Statsråd av två statsministrar, en för justitieärendena och en för utrikesärendena, en hovkansler, och sex statsråd (de sistnämnda motsvarande konsultativa statsråd). 
Nuvarande lydelse av 7 kap i regeringsformen, vilket har rubriken "regeringsarbetet", likställer i stället alla statsråd utom statsministern (som genom ändring i 1809 års regeringsform infördes 1877 som en helt egen befattning):
| ” | 1 § För att bereda regeringsärenden och för att biträda regeringen och statsråden i deras verksamhet i övrigt ska det finnas ett regeringskansli. I detta ingår departement för olika verksamhetsgrenar. Regeringen fördelar ärendena mellan departementen. Statsministern utser bland statsråden chefer för departementen. | „ |

## Konsultativa statsråd 1809-1840
- 1809 - 1815 Gudmund Jöran Adlerbeth (1751-1818)
- 1809 - 1810 Georg Adlersparre (1760-1835)
- 1809 - 1809 Hans Henric von Essen (1755-1824)
- 1809 - 1810 Gustaf Lagerbielke (1777-1837)
- 1809 - 1812 Baltzar von Platen d.ä. (1766-1829)
- 1809 - 1829 Mathias Rosenblad (1758-1847)
- 1810 - 1815 Carl Johan Adlercreutz (1757-1815)
- 1810 - 1812 Fabian Wrede (1760-1824)
- 1810 - 1824 Claës Fleming af Liebelitz (1771-1831)
- 1812 - 1822 Carl Lagerbring (1751-1822)
- 1812 - 1815 Johan af Puke (1751-1816)
- 1815 - 1828 Olof Rudolf Cederström (1764-1833)
- 1815 - 1838 Adolf Göran Mörner af Morlanda (1773-1838)
- 1815 - 1828 Anders Fredrik Skjöldebrand (1757-1834)
- 1822 - 1839 Carl Axel Löwenhielm (1772-1861)
- 1824 - 1827 Gustaf Fredrik Wirsén (1779-1827)
- 1828 - 1831 Carl Johan af Nordin (1785-1850)
- 1828 - 1829 Hans Niclas Schwan (1764-1829)
- 1828 - 1831 Pehr Gustaf af Ugglas (1784-1853)
- 1829 - 1840 Erik Reinhold Adelswärd (1778-1840)
- 1831 - 1840 Gustaf Fredrik Åkerhielm (1776-1853)
- 1831 - 1837 Gustaf Lagerbielke (1777-1837)
- 1833 - 1836 Gabriel Poppius (1769-1856)
- 1836 - 1840 Carl Gustaf Hård (1790-1841)
- 1837 - 1840 Carl Henrik Gyllenhaal (1788-1857)
- 1838 - 1840 David von Schulzenheim (1788-1848)
- 1839 - 1840 Johan Lagerbielke (1778-1856)
- 1840 - 1840 Bror Cederström (1780-1877)
- 1840 - 1840 Olof Immanuel Fåhraeus (1796-1884)

## Konsultativa statsråd 1840-1905
- 1840 - 1843	Johan Didrik af Wingård (1778-1854)
- 1840 - 1841	Carl Peter Törnebladh (1774-1844)
- 1840 - 1844	Samuel Grubbe (1786-1853)
- 1841 - 1848	Otto Wilhelm Staël von Holstein (1802-84)
- 1844 - 1844	Johan Nordenfalk (1796-1846)
- 1844 - 1848	Jonas Wærn (1799-1868)
- 1844 - 1848	Arvid Faxe (1799-1882)
- 1848 - 1861	Nils Fredrik Wallensteen (1796-1877)
- 1848 - 1851	Claës Efraim Günther (1799-1861)
- 1848 - 1856	Johan August Gripenstedt (1813-74)
- 1851 - 1858	Carl Göran Mörner (1808-78)
- 1856 - 1856	Ludvig Teodor Almqvist (1818-84)
- 1856 - 1858	Gustaf af Ugglas (1820-95)
- 1858 - 1859	Henning Hamilton (1814-86)
- 1858 - 1860	Gerhard Lagerstråle (1814-87)
- 1859 - 1866	Carl Malmsten (1814-86)
- 1860 - 1874	Henrik Bredberg (1819-77)
- 1861 - 1868	Magnus Thulstrup (1805-81)
- 1866 - 1870	Pehr von Ehrenheim (1823-1918)
- 1868 - 1875	Karl Johan Berg (1819-1905)
- 1870 - 1878	Oscar Alströmer (1811-88)
- 1874 - 1889	Henric Lovén (1827-1908)
- 1875 - 1879	Gerhard Lagerstråle (1814-87)
- 1878 - 1880	Nils Vult von Steyern (1839-99)
- 1879 - 1880	Louis De Geer (1818-1896) (statsminister)
- 1880 - 1880	Arvid Posse (1820-1901) (statsminister)
- 1880 - 1880	Carl Hammarskjöld (1838-98)
- 1880 - 1888	Johan Christer Emil Richert (1823-95)
- 1880 - 1881	Robert Themptander (1844-97)
- 1881 - 1883	Arvid Posse (1820-1901) (statsminister)
- 1883 - 1883	Carl Johan Thyselius (1811-91)
- 1883 - 1883	Edvard von Krusenstjerna (1841-1907)
- 1883 - 1884	Carl Johan Thyselius (1811-91) (statsminister)
- 1884 - 1886	Claës Gustaf Adolf Tamm (1838-1925)
- 1886 - 1888	Robert Themptander (1844-97) (statsminister)
- 1888 - 1889	Gillis Bildt (1820-94)
- 1888 - 1888	Gustaf Lönegren (1828-1907)
- 1888 - 1899	Lars Åkerhielm (1846-1920)
- 1889 - 1891	Gustaf Åkerhielm (1833-1900) (statsminister)
- 1889 - 1901	Herman Wikblad (1841-1904)
- 1891 - 1894	Erik Gustaf Boström (1842-1907) (statsminister)
- 1894 - 1895	Claës Wersäll (1848-1919)
- 1895 - 1900	Erik Gustaf Boström (1842-1907) (statsminister)
- 1899 - 1900	Daniel Restadius (1843-1900)
- 1900 - 1905	Karl Husberg (1854-1928)
- 1900 - 1902	Fredrik Wilhelm von Otter (1833-1910) (statsminister)
- 1901 - 1901	Hjalmar Hammarskjöld (1862-1953)
- 1901 - 1902	Hjalmar Westring (1857-1926)
- 1902 - 1905	Erik Gustaf Boström (1842-1907) (statsminister)
- 1902 - 1905	Johan Olof Ramstedt (1852-1911) (statsminister 1905)
- 1905 - 1905	Edvard Petrén (1863-1930)

## Konsultativa statsråd 1905-1974

### Regeringen Lundeberg
- 1905 - 1905 Christian Lundeberg (1842-1911), (h) (statsminister)
- 1905 - 1905 Albert Petersson (1851-1938), (opol)
- 1905 - 1905 Karl Staaff (1860-1915), (lib)

### Regeringen Staaff I
- 1905 - 1905 Karl Staaff (1860-1915), (lib) (statsminister)
- 1905 - 1906 Erik Marks von Würtemberg (1861-1937), (lib)
- 1905 - 1906 Johannes Hellner (1866-1947), (lib)
- 1905 - 1906 David Bergström (1858-1946), (lib)

### Regeringen Lindman I
- 1906 - 1911 Arvid Lindman (1862-1936), (h) (statsminister)
- 1906 - 1911 Carl Hederstierna (1861-1928), (h)
- 1906 - 1909 Gustaf Roos (1859-1938), (h)
- 1909 - 1909 Elof Lindström (1863-1924), (h)
- 1909 - 1911 Hugo von Sydow (1861-1938), (h)

### Regeringen Staaff II
- 1911 - 1914 Karl Staaff (1860-1915), (lib) (statsminister)
- 1911 - 1914 Bror Petrén (1870-1938), (lib)
- 1911 - 1914 Karl Stenström (1869-1933), (lib)

### Regeringen Hammarskjöld
- 1914 - 1917 Hjalmar Hammarskjöld (1862-1953), (opol)(statsminister)
- 1914 - 1914 Emil Mörcke (1861-1951), (opol)
- 1914 - 1917 Steno Stenberg (1870-1940), (opol)
- 1914 - 1917 Sigfrid Linnér (1877-1963), (opol)

### Regeringen Swartz
- 1917 - 1917 Carl Swartz (1858-1926), (h) (statsminister)
- 1917 - 1917 Emil Mårten Ericsson (1871-1938), (opol)
- 1917 - 1917 Herman Falk (1859-1919), (h)

### Regeringen Edén
- 1917 - 1920 Nils Edén (1871-1945), (lib) (statsminister)
- 1917 - 1920 Bror Petrén (1870-1938), (lib)
- 1917 - 1920 Östen Undén (1886-1974), (s)

### Regeringen Branting I
- 1920 - 1920 Hjalmar Branting (1860-1925), (s)(statsminister)
- 1920 - 1920 Rickard Sandler (1884-1964), (s)
- 1920 - 1920 William Linder (1879-1951), (s)
- 1920 - 1920 Torsten Nothin (1884-1972), (s)

### Regeringen De Geer d.y.ochvon Sydow
- 1920 - 1921 Louis De Geer (1854-1935), (opol)(statsminister)
- 1921 - 1921 Oscar von Sydow (1873-1936), (opol)(statsminister)
- 1920 - 1921 Knut Dahlberg (1877-1949), (opol)
- 1920 - 1921 Emil Mårten Ericsson (1871-1938), (opol)

### Regeringen Branting II
- 1921 - 1923 Rickard Sandler (1884-1964), (s)
- 1921 - 1923 Torsten Nothin (1884-1972), (s)
- 1921 - 1923 Karl Schlyter (1879-1959), (s)

### Regeringen Trygger
- 1923 - 1924 Ernst Trygger (1857-1943), (h)(statsminister)
- 1923 - 1924 Bror Hasselrot (1882-1951), (h)
- 1923 - 1924 Erik Stridsberg (1884-1949), (h)

### Regeringen Branting IIIochSandler
- 1924 - 1925 Hjalmar Branting (1860-1925), (s)(statsminister)
- 1925 - 1926 Rickard Sandler (1884-1964), (s)(statsminister)
- 1924 - 1925 Ernst Wigforss (1881-1977), (s)
- 1925 - 1926 Karl Schlyter (1879-1959), (s)
- 1924 - 1926 Karl Levinson (1885-1971), (s)

### Regeringen Ekman I
- 1926 - 1928 Carl Gustaf Ekman (1872-1945), (fris) (statsminister)
- 1926 - 1928 Sigurd Ribbing (1879-1934), (fris)
- 1926 - 1926 Ernst Lyberg (1874-1952), (fris)
- 1926 - 1928 Natanael Gärde (1880-1968), (lib)

### Regeringen Lindman II
- 1928 - 1930 Arvid Lindman (1862-1936), (h)(statsminister)
- 1928 - 1930 August Beskow (1880-1940), (h)
- 1928 - 1930 Nils Vult von Steyern (1887-1966), (h)

### Regeringen Ekman IIochHamrin
- 1931 - 1932 Carl Gustaf Ekman (1872-1945), (fris) (statsminister)
- 1930 - 1932 Ragnar Gyllensvärd (1891-1967), (fris)
- 1930 - 1932 Åke Holmbäck (1889-1976), (opol)
- 1930 - 1930 Erik Österberg (1892-1974), (fris)
- 1930 - 1931 Anton Rundqvist (1885-1972), (opol)
- 1932 - 1932 Torsten Petersson (1889-1972), (fris)

### Regeringen Hansson I
- 1932 - 1936 Per Albin Hansson (1885-1946), (s)(statsminister)
- 1932 - 1936 Östen Undén (1886-1974), (s)
- 1932 - 1933 Torsten Nothin (1884-1972), (s)
- 1933 - 1936 Karl Levinson (1885-1971), (s)

### Regeringen Pehrsson-Bramstorp
- 1936 - 1939 Nils Quensel (1894-1971), (opol)
- 1936 - 1936 Sture Centerwall (1887-1964), (opol)
- 1936 - 1936 Tage Gynnerstedt (1900-77), (opol)

### Regeringen Hansson II
- 1936 - 1939 Per Albin Hansson (1885-1946), (s)(statsminister)
- 1936 - 1938 Karl Levinson (1885-1971), (s)
- 1938 - 1939 Herman Eriksson (1892-1949), (s)
- 1939 - 1939 Gunnar Hägglöf (1904-94), (opol)

### Samlingsregeringen Hansson III
- 1939 - 1945 Per Albin Hansson (1885-1946), (s)(statsminister)

- 1939 - 1940 Nils Quensel (1894-1971), (opol)
- 1940 - 1944 Edgar Rosander (1896-1978), (opol)
- 1944 - 1945 Gunnar Danielson (1901-58), (s)

- 1939 - 1943 Thorwald Bergquist (1899-1972), (fp)
- 1943 - 1945 Nils Quensel (1894-1971), (opol)

- 1941 - 1944 Fritiof Domö (1889-1961), (h)
- 1944 - 1945 Tage Erlander (1901-85), (s)

- 1941 - 1945 Knut G Ewerlöf (1890-1973), (h)

- 1943 - 1945 Axel Rubbestad (1888-1961), (bf)

### Regeringarna Hansson IV,Erlander I-II-III, ochPalme I
- 1945 - 1946 Per Albin Hansson (1885-1946), (s) (statsminister)
- 1945 - 1952 Gunnar Danielson (1901-58), (s)
- 1945 - 1951 Nils Quensel (1894-1971), (opol)
- 1945 - 1948 John Ericsson i Kinna (1907-77), (s)
- 1945 - 1947 Eije Mossberg (1908-97), (s)
- 1945 - 1947 Gunnar Sträng (1906-92), (s)
- 1945 - 1945 Tage Erlander (1901-85), (s)

- 1946 - 1969 Tage Erlander (1901-85), (s) (statsminister)
- 1947 - 1948 Karin Kock-Lindberg (1891-1976), (s)
- 1948 - 1951 Sven Andersson (1910-87), (s)
- 1948 - 1949 Per Edvin Sköld (1891-1972), (s)
- 1950 - 1950 John Lingman 1901-62), (s)
- 1951 - 1957 Hjalmar Nilson i Spånstad (1901-74), (bf)
- 1951 - 1957 Ingvar Lindell (1904-93), (s)
- 1951 - 1953 Dag Hammarskjöld (1901-61), (opol)
- 1952 - 1957 Allan Nordenstam (1904-82), (opol)
- 1954 - 1966 Ulla Lindström (1909-99), (s)
- 1957 - 1959 Herman Kling (1913-85), (s)
- 1957 - 1958 Björn Kjellin (1910-86), (opol)
- 1957 - 1957 Lars Eliasson i Sundborn (1914-2002), (bf)
- 1957 - 1957 Ragnar Edenman (1914-98), (s)
- 1958 - 1963 Sven af Geijerstam (1913-90), (s)
- 1959 - 1960 Carl Henrik Nordlander (1909-2003), (opol)
- 1960 - 1966 Rune Hermansson (1917-94), (s)
- 1963 - 1965 Olof Palme (1927-86) (s)
- 1964 - 1973 Sven-Eric Nilsson (1925-2009) (s)
- 1965 - 1967 Svante Lundkvist (1919-91), (s)
- 1966 - 1973 Alva Myrdal (1902-86), (s)
- 1966 - 1969 Lennart Geijer (1909-99) (s)
- 1967 - 1973 Camilla Odhnoff (1928-2013), (s)
- 1967 - 1973 Sven Moberg (1919-94), (s)
- 1967 - 1969 Krister Wickman (1924-93), (s)

- 1969 - 1974 Olof Palme (1927-86), (s)(statsminister)
- 1969 - 1974 Carl Lidbom (1926-2004), (s)
- 1969 - 1974 Bertil Löfberg (1923-97), (s)
- 1973 - 1974 Anna-Greta Leijon (1939-2024), (s)
- 1973 - 1974 Gertrud Sigurdsen (1923-2015), (s)
- 1973 - 1973 Ingvar Carlsson (född 1934), (s)
- 1974 - 1974 Lena Hjelm-Wallén (född 1943), (s)

## Statsråd utan departementschefsposter 1975–

### Regeringen Palme I
- 1975 - 1975 Carl Lidbom (1926-2004), (s), statsråd i statsrådsberedningen
- 1975 - 1975 Bertil Löfberg (1923-1997), (s), statsråd vid finansdepartementet
- 1975 - 1976 Gertrud Sigurdsen (1923-2015), (s), statsråd vid utrikesdepartementet
- 1975 - 1976 Lena Hjelm-Wallén (född 1943), (s), statsråd vid utbildningsdepartementet
- 1975 - 1976 Anna-Greta Leijon (1939-2024), (s), statsråd vid arbetsmarknadsdepartementet
- 1975 - 1976 Thage G Peterson (född 1933), (s), statsråd i statsrådsberedningen
- 1975 - 1976 Kjell-Olof Feldt (1931-2025), (s), statsråd vid finansdepartementet

### Regeringarna Fälldin I-II-IIIochUllsten
- 1976 - 1978 Birgit Friggebo (född 1941), (fp)
- 1976 - 1978 Olof Johansson (född 1937), (c)
- 1976 - 1978 Britt Mogård (1922-2012), (m)
- 1976 - 1978 Ingegerd Troedsson (1929-2012), (m)
- 1976 - 1978 Ola Ullsten (1931-2018), (fp)
- 1978 - 1979 Hedda Lindahl (1919-2007), (fp)
- 1978 - 1979 Birgit Rodhe (1915-98), (fp)
- 1978 - 1979 Carl Tham (född 1939), (fp)
- 1978 - 1979 Marianne Wahlberg (1917-2005), (fp)
- 1978 - 1979 Eva Winther (1921-2014), (fp)
- 1979 - 1982 Karin Andersson (1918-2012), (c)
- 1979 - 1981 Georg Danell (född 1947), (m)
- 1979 - 1981 Elisabeth Holm (1917-97), (m)
- 1979 - 1982 Olof Johansson (född 1937), (c)
- 1979 - 1981 Britt Mogård (1922-2012), (m)
- 1979 - 1981 Carl Axel Petri (1929−2017), (opol)
- 1981 - 1982 Karin Ahrland (1931-2019), (fp)
- 1981 - 1982 Ulla Tillander (1931-94), (c)

### Regeringarna Palme IIochCarlsson I-II
- 1982 - 1986 Ingvar Carlsson (född 1934), (s)
- 1982 - 1985 Roine Carlsson (1937-2020), (s)
- 1982 - 1987 Birgitta Dahl (1937-2024), (s)
- 1982 - 1989 Bengt Göransson (1932-2021), (s)
- 1982 - 1991 Anita Gradin (1933-2022), (s)
- 1982 - 1985 Gertrud Sigurdsen (1923-2015), (s)
- 1983 - 1986 Mats Hellström (född 1942), (s)
- 1985 - 1991 Lena Hjelm-Wallén (född 1943), (s)
- 1985 - 1988 Bengt K Å Johansson (1937-2021), (s)
- 1985 - 1991 Bengt Lindqvist (1936-2016), (s)
- 1986 - 1989 Georg Andersson (född 1936), (s)
- 1986 - 1988 Ulf Lönnqvist (1936-2022), (s)
- 1988 - 1991 Odd Engström (1941-98), (s)
- 1988 - 1991 Margot Wallström (född 1954), (s)
- 1989 - 1991 Göran Persson (född 1949), (s)
- 1989 - 1991 Maj-Lis Lööw (född 1936), (s)
- 1990 - 1991 Erik Åsbrink (född 1947), (s)

### Regeringen Carl Bildt
- 1991 - 1994 Ulf Dinkelspiel (1939-2017), (m), statsråd vid utrikesdepartementet
- 1991 - 1994 Alf Svensson (född 1938), (kds), statsråd vid utrikesdepartementet
- 1991 - 1994 Bo Könberg (född 1945), (fp), statsråd vid socialdepartementet
- 1991 - 1994 Görel Thurdin (född 1942), (c), statsråd vid miljödepartementet
- 1991 - 1994 Bo Lundgren (född 1947), (m), statsråd vid finansdepartementet
- 1991 - 1994 Beatrice Ask (född 1956), (m), statsråd vid utbildningsdepartementet
- 1991 - 1994 Reidunn Laurén (1931-2022), (opol), statsråd vid justitiedepartementet

### Regeringarna Carlsson IIIochPersson
- 1994 - 1996 Jörgen Andersson (född 1946), (s)
- 1994 - 1998 Leif Blomberg (1941-98), (s)
- 1994 - 1996 Anna Hedborg (född 1944), (s)
- 1994 - 1996 Mats Hellström (född 1942), (s)
- 1994 - 1998 Ylva Johansson (född 1964), (s)
- 1994 - 1996 Jan Nygren (född 1950), (s)
- 1994 - 1995 Mona Sahlin (född 1957), (s)
- 1994 - 1999 Pierre Schori (född 1938), (s)
- 1996 - 1999 Maj-Inger Klingvall (född 1946), (s)
- 1996 - 2006 Ulrica Messing (född 1968), (s)
- 1996 - 1998 Leif Pagrotsky (född 1951), (s)
- 1996 - 1998 Thomas Östros (född 1965), (s)
- 1997 - 1998 Thage G Peterson (född 1933), (s)
- 1998 - 1998 Lars Engqvist (född 1945), (s)
- 1998 - 2002 Britta Lejon (född 1964), (s)
- 1998 - 2004 Lars-Erik Lövdén (född 1950), (s)
- 1998 - 2004 Mona Sahlin (född 1957), (s)
- 1998 - 2002 Ingegerd Wärnersson (född 1947), (s)
- 1999 - 2002 Ingela Thalén (född 1943), (s)
- 2002 - 2003 Jan O Karlsson (1939-2016), (s)
- 2002 - 2002 Lena Sommestad (född 1957), (s)
- 2002 - 2004 Berit Andnor (född 1954), (s)
- 2002 - 2006 Lena Hallengren (född 1973), (s)
- 2002 - 2006 Morgan Johansson (född 1970), (s)
- 2002 - 2006 Hans Karlsson (född 1946), (s)
- 2002 - 2004 Gunnar Lund (född 1947), (s)
- 2002 - 2004 Pär Nuder (född 1963), (s)
- 2003 - 2006 Barbro Holmberg (född 1952), (s)
- 2003 - 2006 Carin Jämtin (född 1964), (s)
- 2004 - 2006 Ylva Johansson (född 1964), (s)
- 2004 - 2006 Ibrahim Baylan (född 1972), (s)
- 2004 - 2006 Jens Orback (född 1959), (s)
- 2004 - 2006 Lena Sommestad (född 1957), (s)
- 2004 - 2006 Sven-Erik Österberg (född 1955), (s)

### Regeringen Reinfeldt
- 2006 - 2010 Cecilia Malmström (född 1968), (fp), statsråd i statsrådsberedningen
- 2006 - 2006 Nyamko Sabuni (född 1969), (fp), statsråd vid justitiedepartementet
- 2006 - 2014 Tobias Billström (född 1973), (m), statsråd vid justitiedepartementet
- 2006 - 2013 Gunilla Carlsson (född 1963), (m), statsråd vid utrikesdepartementet
- 2006 - 2006 Maria Borelius (född 1960), (m), statsråd vid utrikesdepartementet
- 2006 - 2014 Maria Larsson (född 1956), (kd), statsråd vid socialdepartementet
- 2006 - 2010 Cristina Husmark Pehrsson (född 1947), (m), statsråd vid socialdepartementet
- 2006 - 2010 Mats Odell (född 1947), (kd), statsråd vid finansdepartementet
- 2006 - 2007 Jan Björklund (född 1962), (fp), statsråd vid utbildningsdepartementet
- 2006 - 2006 Cecilia Stegö Chilò (född 1959) (m), statsråd vid utbildningsdepartementet
- 2006 - 2010 Åsa Torstensson (född 1958), (c), statsråd vid näringsdepartementet
- 2006 - 2006 Lena Adelsohn Liljeroth (född 1955), (m), statsråd vid utbildningsdepartementet
- 2006 - 2007 Sten Tolgfors (född 1966), (m), statsråd vid utrikesdepartementet
- 2007 - 2009 Lars Leijonborg (född 1949), (fp), statsråd vid utbildningsdepartementet
- 2007 - 2014 Ewa Björling (född 1961) (m), statsråd vid utrikesdepartementet
- 2009 - 2010 Tobias Krantz (född 1971), (fp), statsråd vid utbildningsdepartementet
- 2010 - 2014 Birgitta Ohlsson (född 1975), (fp), statsråd i statsrådsberedningen
- 2010 - 2014 Stefan Attefall (född 1960), (kd), statsråd vid socialdepartementet
- 2010 - 2014 Catharina Elmsäter-Svärd (född 1965), (m), statsråd vid näringsdepartementet
- 2010 - 2014 Anna-Karin Hatt (född 1972), (c), statsråd vid näringsdepartementet
- 2010 - 2014 Ulf Kristersson (född 1963), (m), statsråd vid socialdepartementet
- 2010 - 2014 Peter Norman (född 1958), (m), statsråd vid finansdepartementet
- 2010 - 2013 Nyamko Sabuni (född 1969), (fp), statsråd vid utbildningsdepartementet
- 2010 - 2014 Erik Ullenhag (född 1972), (fp), statsråd vid arbetsmarknadsdepartementet
- 2013 - 2014 Maria Arnholm (född 1958), (fp), statsråd vid utbildningsdepartementet
- 2013 - 2014 Hillevi Engström (född 1963), (m), statsråd vid utrikesdepartementet

### Regeringarna Löfven I-II-IIIochAndersson
- 2014 - 2019 Ibrahim Baylan (född 1972), (s), statsråd vid miljödepartementet (2014-2016) och statsråd i statsrådsberedningen (2016-2019)
- 2014 - 2021 Per Bolund (född 1971), (mp), statsråd vid finansdepartementet
- 2014 - 2016 Aida Hadžialić (född 1987), (s), statsråd vid utbildningsdepartementet
- 2014 - 2019 Helene Hellmark Knutsson (född 1969), (s), statsråd vid utbildningsdepartementet
- 2014 - 2017 Anna Johansson (född 1971), (s), statsråd vid näringsdepartementet
- 2014 - 2016 Mehmet Kaplan (född 1971), (mp), statsråd vid näringsdepartementet
- 2014 - 2019 Isabella Lövin (född 1963), (mp), statsråd vid utrikesdepartementet
- 2014 - 2016 Kristina Persson (född 1945), (s), statsråd i statsrådsberedningen
- 2014 - 2018 Åsa Regnér (född 1964), (s), statsråd vid socialdepartementet
- 2014 - 2022 Ardalan Shekarabi (född 1978), (s), statsråd vid finansdepartementet (2014-2019) och statsråd vid socialdepartementet (sedan 2019)
- 2014 - 2017 Gabriel Wikström (född 1985), (s), statsråd vid socialdepartementet
- 2014 - 2017 Anders Ygeman (född 1970), (s), statsråd vid justitiedepartementet
- 2015 - 2019 Sven-Erik Bucht (född 1954), (s), (mp), statsråd vid näringsdepartementet
- 2016 - 2020 Peter Eriksson (född 1958), (mp), statsråd vid näringsdepartementet (2016-2019) och statsråd vid utrikesdepartementet (2019-2020)
- 2016 - 2019 Ann Linde (född 1961), (s), statsråd vid utrikesdepartementet
- 2016 - 2019 Anna Ekström (född 1959), (s), statsråd vid utbildningsdepartementet
- 2017 - 2019 Heléne Fritzon (född 1960), (s), statsråd vid justitiedepartementet
- 2017 - 2019 Tomas Eneroth (född 1966), (s), statsråd vid näringsdepartementet
- 2018 - 2019 Lena Hallengren (född 1973), (s), statsråd vid socialdepartementet
- 2019 - 2022 Hans Dahlgren (född 1948), (s), statsråd i statsrådsberedningen
- 2019 - 2021 Mikael Damberg (född 1971), (s), statsråd vid justitiedepartementet
- 2019 - 2019 Annika Strandhäll (född 1975), (s), statsråd vid socialdepartementet
- 2019 - 2022 Matilda Ernkrans (född 1973), (s), statsråd vid utbildningsdepartementet (2019-2021) och statsråd vid utrikesdepartementet (sedan 2021)
- 2019 - 2021 Jennie Nilsson (född 1972), (s), statsråd vid näringsdepartementet
- 2019 - 2021 Åsa Lindhagen (född 1980), (mp), statsråd vid arbetsmarknadsdepartementet (2019-2021) och statsråd vid finansdepartementet (2021)
- 2019 - 2022 Anders Ygeman (född 1970), (s), statsråd vid näringsdepartementet (2019), statsråd vid infrastrukturdepartementet (2019-2021) och statsråd vid justitiedepartementet (sedan 2021)
- 2019 - 2022 Anna Hallberg (född 1963), (s), statsråd vid utrikesdepartementet
- 2021 - 2021 Per Olsson Fridh (född 1981), (mp), statsråd vid utrikesdepartementet
- 2021 - 2021 Märta Stenevi (född 1976), (mp), statsråd vid arbetsmarknadsdepartementet
- 2021 - 2022 Lina Axelsson Kihlblom (född 1970), (s), statsråd vid utbildningsdepartementet
- 2021 - 2022 Johan Danielsson (född 1982), (s), statsråd vid arbetsmarknadsdepartementet
- 2021 - 2022 Max Elger (född 1973), (s), statsråd vid finansdepartementet
- 2021 - 2022 Khashayar Farmanbar (född 1976), (s), statsråd vid infrastrukturdepartementet
- 2021 - 2022 Ida Karkiainen (född 1988), (s), statsråd vid finansdepartementet
- 2021 - 2022 Anna-Caren Sätherberg (född 1964), (s), statsråd vid näringsdepartementet

### Regeringen Kristersson
- 2022 - 2024 Jessika Roswall (född 1972), (m), statsråd i statsrådsberedningen
- 2022 - 2024 Maria Malmer Stenergard (född 1981), (m), statsråd vid justitiedepartementet
- 2022 - 2024 Johan Forssell (född 1979), (m), statsråd vid utrikesdepartementet
- 2022 - 2025 Paulina Brandberg (född 1983), (l), statsråd vid arbetsmarknadsdepartementet
- 2022 - Carl-Oskar Bohlin (född 1986), (m), statsråd vid försvarsdepartementet
- 2022 - Acko Ankarberg Johansson (född 1964), (kd), statsråd vid socialdepartementet
- 2022 - Anna Tenje (född 1977), (m), statsråd vid socialdepartementet
- 2022 - Camilla Waltersson Grönvall (född 1969), (m), statsråd vid socialdepartementet
- 2022 - Niklas Wykman (född 1981), (m), statsråd vid finansdepartementet
- 2022 - Erik Slottner (född 1980), (kd), statsråd vid finansdepartementet
- 2022 - Lotta Edholm (född 1965), (l), statsråd vid utbildningsdepartementet
- 2022 - Andreas Carlson (född 1987), (kd), statsråd vid landsbygds- och infrastrukturdepartementet[n 1]
- 2023[n 2] - Romina Pourmokhtari (född 1995), (l), statsråd vid klimat och näringslivsdepartementet
- 2024 - Johan Forssell (född 1979), (m), statsråd vid justitiedepartementet
- 2024 - Jessica Rosencrantz (född 1987), (m), statsråd i statsrådsberedningen
- 2024 - Benjamin Dousa (född 1992), (m), statsråd vid utrikesdepartementet
- 2025 - Nina Larsson (född 1976), (l), statsråd vid arbetsmarknadsdepartementet